# 히가시오키타마군

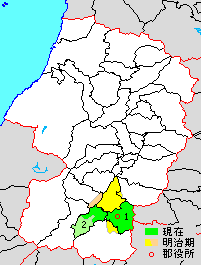
야마가타현 히가시오키타마 군의 범위 (1.다카하타 정
2. 가와니시 정) (노란색은 메이지 시대의 영역, 초록색은 현재 영역)

히가시오키타마군(일본어: 東置賜郡, ひがしおきたまぐん)은 일본 야마가타현의 군이다.
인구 33,924명, 면적 346.86km², 인구밀도 97.8명/km².(2025년 3월 1일, 추계인구)
이하 2정으로 구성된다.
- 가와니시정(川西町)
- 다카하타정(高畠町)